# マックス・カチエコ
マックス・カチエコ（Max Katjijeko、1995年4月8日 - ）は、メジャーリーグラグビーラグビーFCロサンゼルスに所属するラグビーユニオン選手。

## プロフィール
- ナミビア・ウィントフック出身[1]。
- ポジションはロック(LO)、フランカー(FL)。
- 身長 196cm、体重 103kg
- ナミビア代表キャップは24（2025年2月現在）でラグビーワールドカップ2019・ラグビーワールドカップ2023のナミビア代表に選ばれた[2][3]。

## 略歴
ウェルウィッチアス、オリンピア・ライオンズ、テルアビブ・ヒートを経て、2023年、ラグビーFCロサンゼルスに加入。